# بیمارستان امیرالمومنین (بوشهر)
بیمارستان امیرالمومنین  یا بیمارستان پایگاه هوایی واقع در استان بوشهر، شهرستان بوشهر بیمارستانی است نظامی و درمانی وابسته به نیروی هوایی ارتش با ۴۷ تخت در سال ۱۳۷۰ تأسیس شد. هم اکنون با ۱۹۰ تخت فعال است.
هم اکنون این بیمارستان دارای بخش‌های جراحی گوش حلق و بینی، کلیه و مجاری ادراری، چشم، مغز و اعصاب، داخلی، اطفال، دندانپزشکی، قلب، خون، سرطان، جراحی زنان و زایمان، جراحی عمومی، CCU، ارتوپدی، چشم، اتاق عمل، اورژانس، زایمان و دیگر واحدهای پاراکلینیکی و درمانگاهی می‌باشد.
در شهر بوشهر علاوه بر بیمارستان امیرالمومنین نیروی هوایی ، بیمارستان خاتم الانبیا نیروی دریایی ارتش با ۹۰ تخت از سال ۷۰ در حال فعالیت می باشد.